# San Giovanni a Teduccio
San Giovanni a Teduccio ist der 30. von den 30 Stadtteilen (Quartieri) der süditalienischen Hafenstadt Neapel. Er liegt am Meer und gehört zur östlichen Peripherie Neapels.
Der Stadtteil San Giovanni a Teduccio bildet zusammen mit den Stadtteilen Barra und Ponticelli eine Verwaltungseinheit, die Municipalità VI von Neapel.

## Geographie und Demographie
San Giovanni a Teduccios östliche Grenze ist zugleich die Grenze der Stadt Neapel. Beide grenzen dort an die Nachbargemeinden Portici und San Giorgio a Cremano. Außerdem grenzt es an die benachbarten Stadtteile Zona Industriale und Barra.
San Giovanni a Teduccio ist 2,35 Quadratkilometer groß und hatte im Jahr 2009 23.735 Einwohner.

## Nennenswerte Orte und Gebäude
Es gibt einige Kirchen und öffentliche Gebäude, darunter ein Polizeigebäude, das während des Faschismus und in dessen Stil erbaut wurde. Weiters gibt es Strände und Häfen, sowie aktive, stillgelegte und bereits verfallene Industrieanlagen. Dominierend sind allerdings weitgehend einfache städtische Wohnhäuser. Etwas bekannter ist das Wohnhaus mit dem Spitznamen Bronx, da hier Drogenhandel betrieben wurde und vielleicht noch immer betrieben wird. Das Viertel wird von der Straße Corso San Giovanni durchzogen. Ein größerer Park im Stadtteil ist der Parco Massimo Troisi. Zu erwähnen ist noch die im 19. Jahrhundert erbaute Villa Vittoria.

San Giovanni a Teduccio
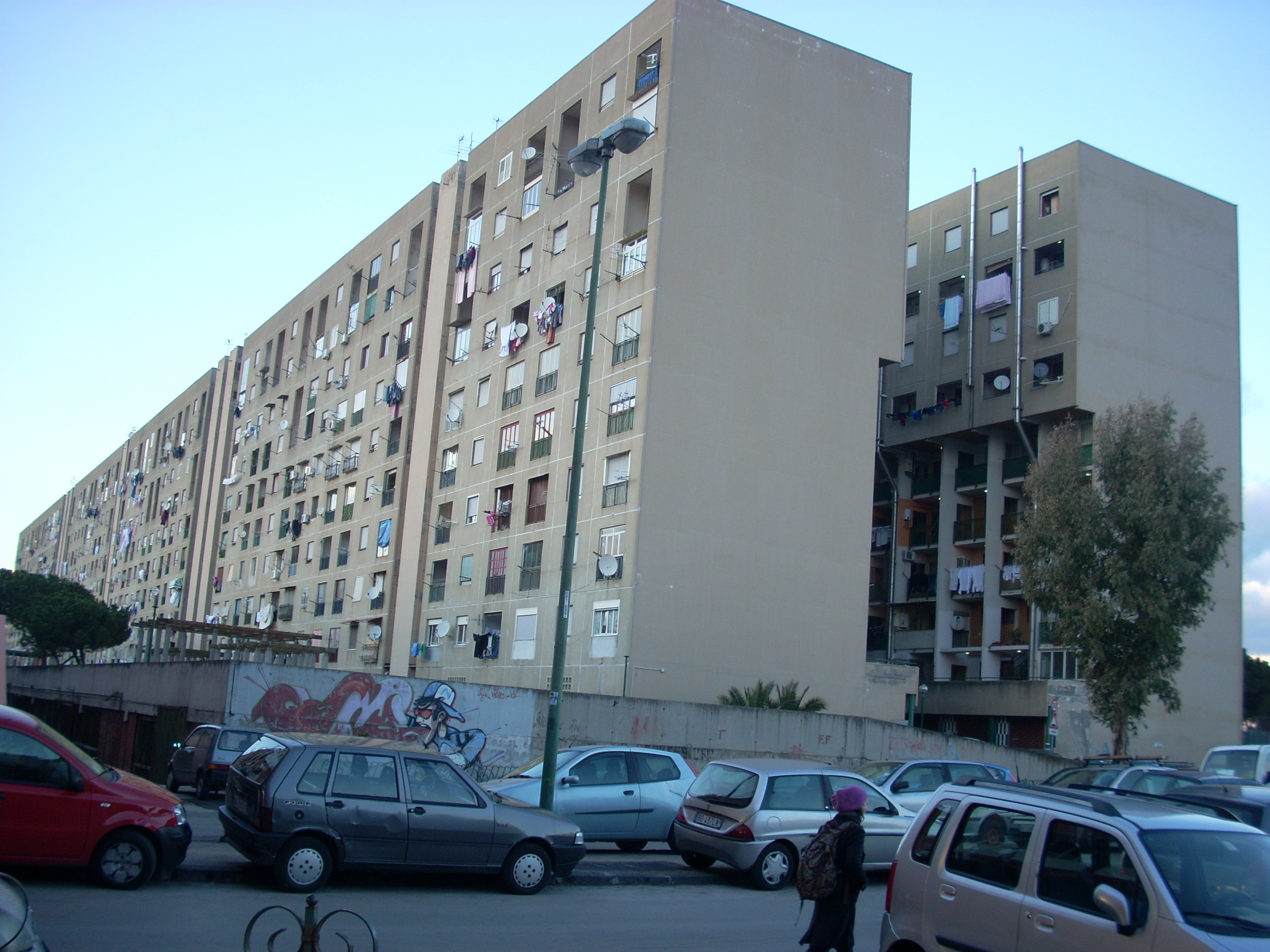
Ein Wohnhaus, Bronx genannt
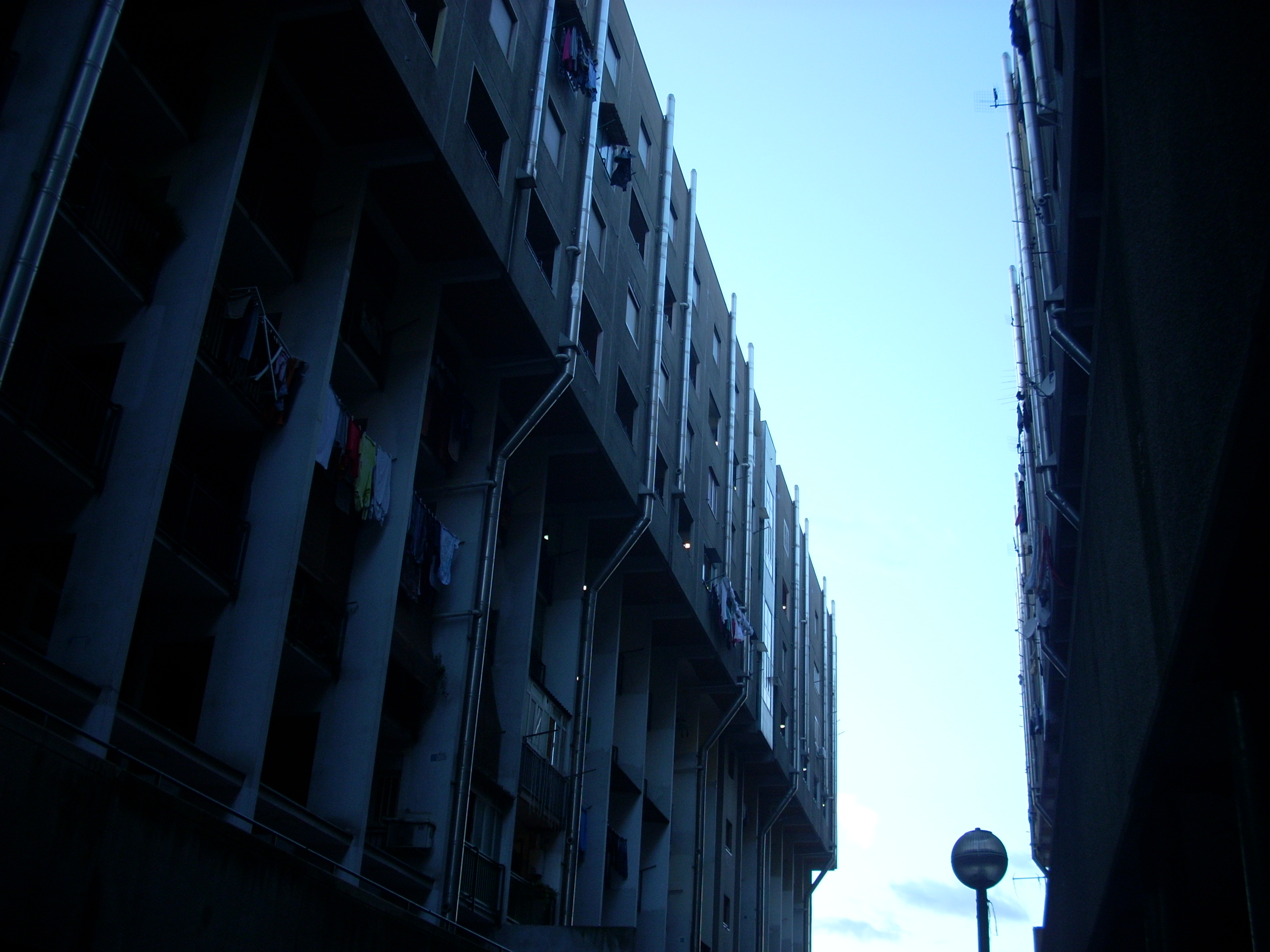
Bronx von Innen
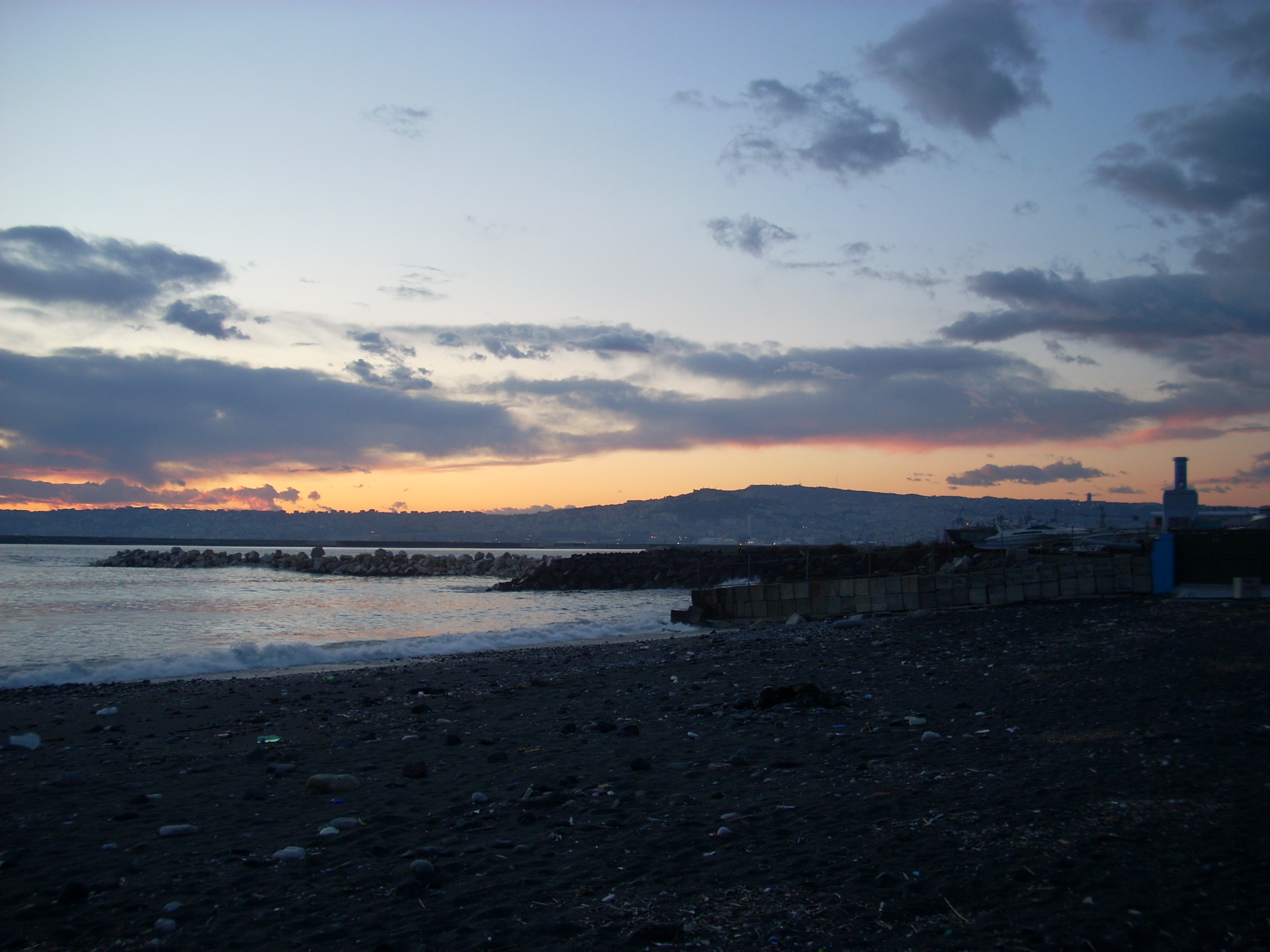
Ein Strand in Blickrichtung Neapel
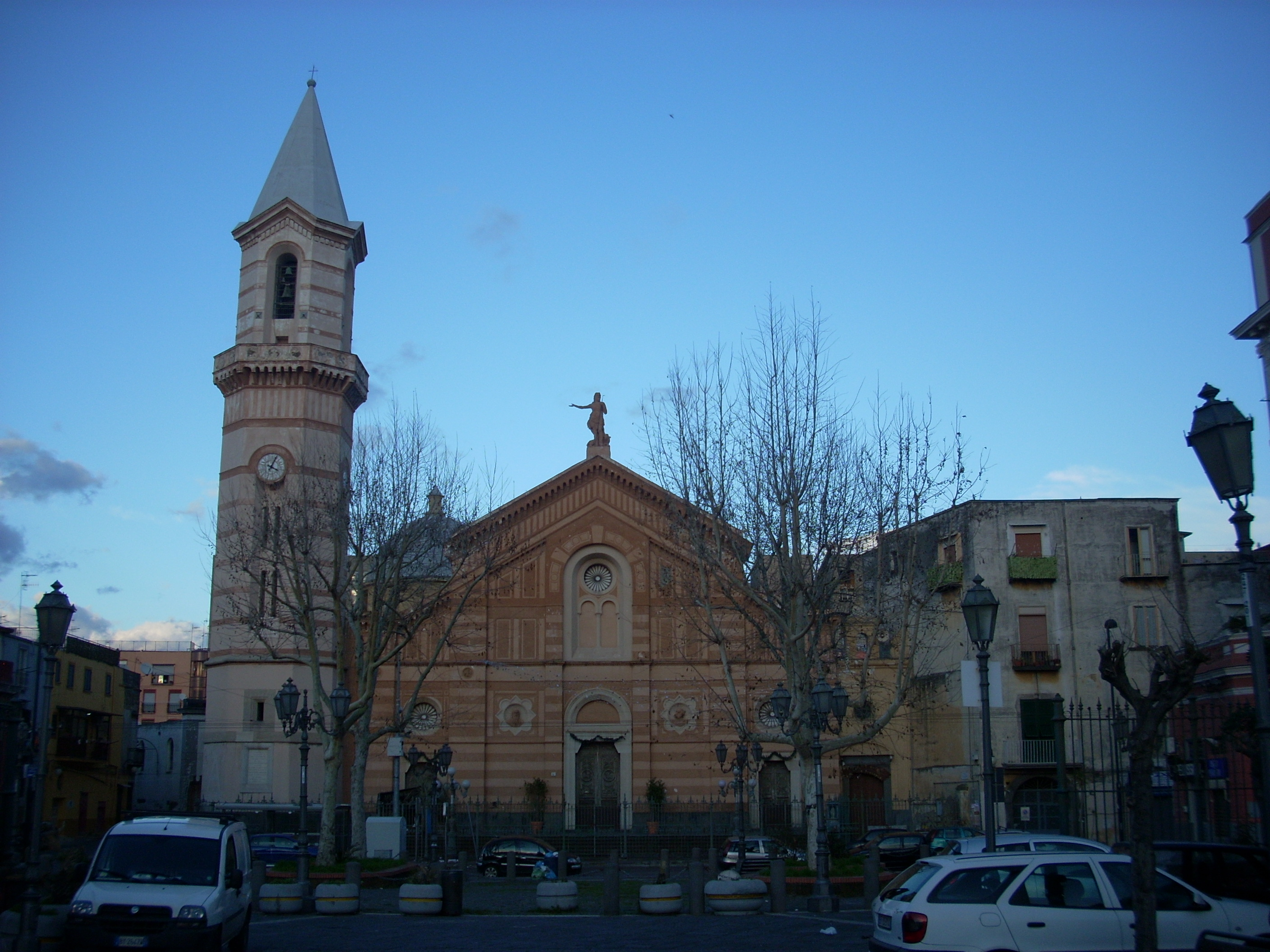
Chiesa a San Giovanni a Teduccio
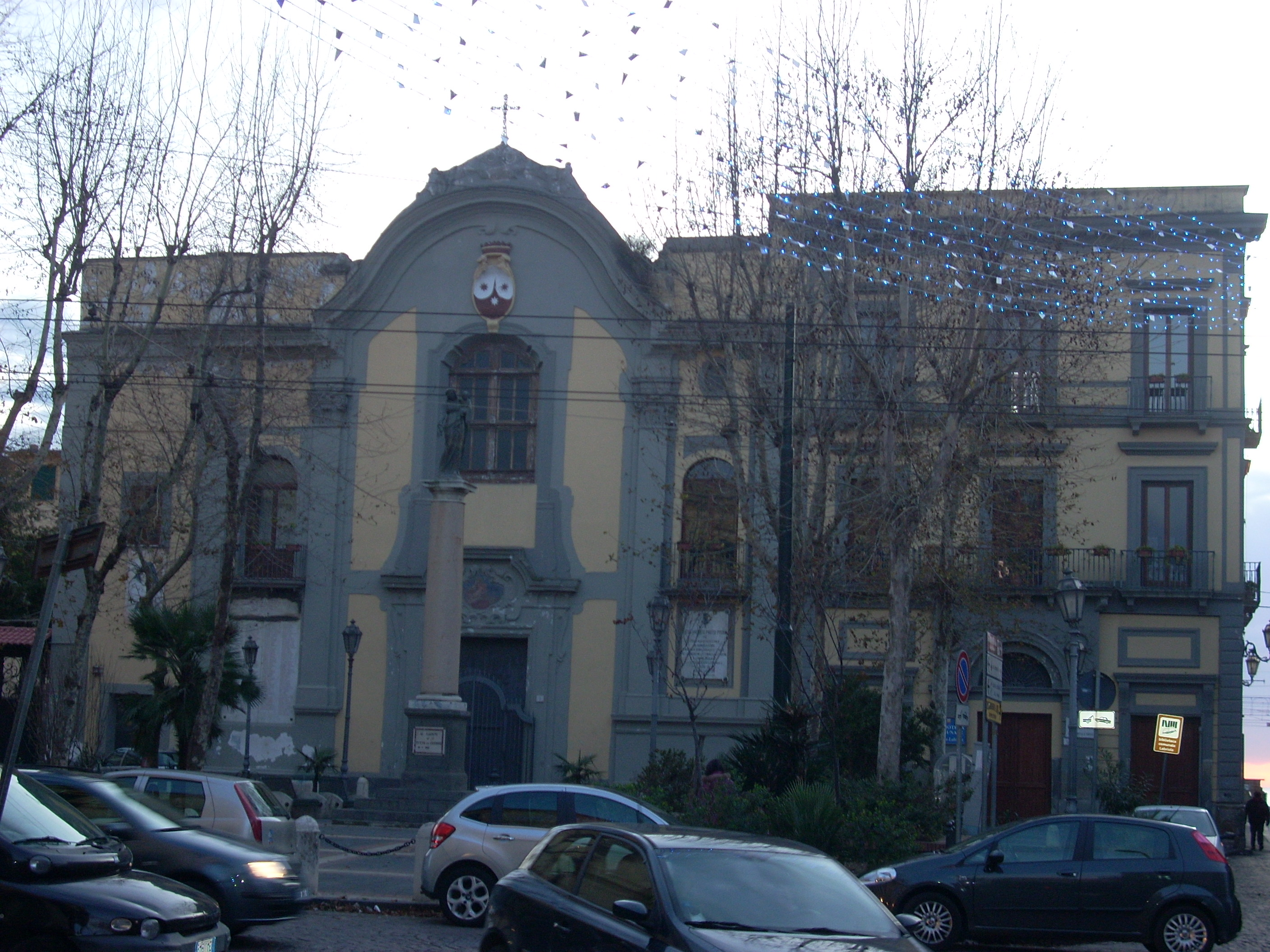
Chiesa s. Maria del Carmine

## Probleme
San Giovanni a Teduccio war traditionell ein Arbeiterviertel, heute ist Arbeitslosigkeit zu einem großen Problem geworden. Wie auch in anderen Stadtteilen ist die Camorra präsent.